# The Name Chapter: Temptation
The Name Chapter: Temptation è il sesto EP e il quinto in lingua coreana della boy band sudcoreana TXT, pubblicato il 27 gennaio 2023.

## Descrizione
L'EP consiste in cinque tracce che trattano i temi del diventare adulti e la tentazione di non crescere mai, prendendo inspirazione dalla favola di Peter Pan. Musicalmente, la canzone d'apertura Devil By the Window è caratterizzata da dei bassi potenti, mentre il singolo Sugar Rush Ride è un brano dance pop con riff di chitarra funk. Happy Fools include una guest appearance dalla rapper americana Coi Leray e si ispira alla bossa nova e al R&B. Tinnitus è la prima incursione del gruppo nell'afrobeat; invece l'ultima traccia, Farewell, Neverland, è una ballata con influenze latine.

## Tracce
1. Devil by the Window – 3:06 (Slow Rabbit, Blvsh, Chris James)
2. Sugar Rush Ride – 3:07 (Slow Rabbit, Sofia Kay, Supreme Boi, Moa "Cazzi Opeia" Carle, becker, "Hitman" Bang, Salem Ilese, Krysta Youngs, Myah Marie Langston, Ollipop)
3. Happy Fools (feat. Coi Leray) – 2:36 (Slow Rabbit, Yeonjun, Leray, Akil "Worldwidefresh" King, Beomgyu, Taehyun, Revin, Soobin, Hueningkai)
4. Tinnitus (Wanna Be a Rock) (돌멩이가 되고 싶어) – 2:37 (Ebby, Dystinkt Beats, Smash David, David Cabral, Taehyun, Jeon Ji-eun, Yeonjun, Lee Seu-ran, Stella Jang, Jo Yoon-kyung, Danke, January 8th)
5. Farewell, Neverland (네버랜드를 떠나며) – 3:01 (Carson Thatcher, "Hitman" Bang, Joseph Kurbanov, Revin, James Sullivan, Jake Torrey, Peter Thomas, El Capitxn, Yeonjun, Carlebecker, Ellen Berg, Jeong Jin-woo, Jang, Danke)

## Formazione
- Soobin – voce, testo e musica (traccia 3)
- Yeonjun – voce, testo e musica (tracce 3, 4, 5)
- Beomgyu – voce, testo e musica (traccia 3)
- Taehyun – voce, testo e musica (tracce 3, 4)
- Hueningkai – voce, testo e musica (traccia 3)

## Successo commerciale
The Name Chapter: Temptation si è classificato primo sulla Circle Chart sudcoreana sia nella settimana d'uscita, sia nel mese, con più di 1,8 milioni di copie. È stato anche certificato platino dalla RIAJ per aver venduto più di 250 000 copie nel territorio giapponese.
L'EP si è piazzato al numero uno della classifica americana Billboard 200 con 161 500 unità equivalenti ad album.
A marzo, The Name Chapter: Temptation è stato certificato dalla KMCA per aver venduto più di due milioni di copie, mentre, ad agosto l'EP è stato certificato oro dalla RIAA per aver venduto più di 500.00 copie; è la prima certificazione del gruppo negli Stati Uniti.

## Classifiche
| Classifica (2023) | Posizione massima |
| ----------------- | ----------------- |
| Austria           | 4                 |
| Belgio (Fiandre)  | 5                 |
| Belgio (Vallonia) | 4                 |
| Canada            | 15                |
| Corea del Sud     | 1                 |
| Danimarca         | 40                |
| Francia           | 3                 |
| Germania          | 12                |
| Giappone          | 1                 |
| Italia            | 52                |
| Paesi Bassi       | 26                |
| Spagna            | 20                |
| Stati Uniti       | 1                 |
| Svezia            | 17                |
| Svizzera          | 3                 |
| Ungheria          | 3                 |